# Stylidium spathulatum
Стилідіум  шпательний (Stylidium spathulatum) — вид рослин родини Stylidiaceae.

## Назва
В англійській мові має назву «рослина-трігер» (англ. triggerplant), через поведінку колонки (зрощених тичинок і маточки), що діє як спусковий гачок (тригер). У "зведеному" стані колонка загнута за межі квітки між двома пелюстками. Коли комаха сідає на квітку запилювати її, колонка різко згинається і вдаряє по спинці комахи, вкриваючи її пилком. З часом тичинки відмирають і залишається лише маточка, готова до запилення пилком.

## Будова
Листя опушене ложкоподібне, зібране у прикореневу розетку. Квітки світло-жовті чи білі у суцвітті на квітконіжці 15-20 см заввишки. Чашолисток зрісся у трубочку з двох пелюсток, що діляться потім ще на дві долі.

## Поширення та середовище існування
Зростає у Західній Австралії.